# Rugby sevens nos Jogos Pan-Americanos de 2019 - Masculino
O torneio masculino de rugby sevens nos Jogos Pan-Americanos de 2019 foi disputado entre 26 e 28 de julho, no Campo de Rugby do Complexo da Villa María del Triunfo, em Lima.

## Medalhistas
|  | ARG Argentina |  | CAN Canadá |  | USA Estados Unidos |
|  | Fernando Luna Felipe Del Mestre Germán Schulz Francisco Ulloa Tomás Vanni Santiago Álvarez Lautaro Bázan Gastón Revol Matías Osadczuk Santiago Mare Luciano González Franco Sábato |  | Sean Duke Admir Cejvanovic Brennig Prevost Phil Berna Luke McCloskey Cooper Coats Josiah Morra Josh Thiel Nathan Hirayama Pat Kay Harry Jones Adam Zaruba |  | Ben Broselle Harley Wheeler Joe Schroeder Jake Lachina Marcus Tupuola Travion Clark Cody Melphy Maceo Brown Naima Fuala'au Anthony Welmers Lorenzo Thomas D'Montae Noble |

## Primeira fase
Grupo A
| Pos | Equipe         | Pts | J | V | E | D | PP  | PC  | SP   | Classificado |
| --- | -------------- | --- | - | - | - | - | --- | --- | ---- | ------------ |
| 1   | Brasil         | 8   | 3 | 2 | 1 | 0 | 85  | 24  | +61  | Semifinais   |
| 2   | Estados Unidos | 7   | 3 | 2 | 0 | 1 | 92  | 19  | +73  | Semifinais   |
| 3   | Chile          | 6   | 3 | 1 | 1 | 1 | 108 | 41  | +67  | 5º-8º lugar  |
| 4   | Guiana         | 3   | 3 | 0 | 0 | 3 | 7   | 208 | −201 | 5º-8º lugar  |

| 26 de julho de 2019 11:30                                                   |        |                                                                               |                                                                         |
| Brasil                                                                      | 14–14  | Chile                                                                         | Centro Esportivo de Villa María del Triunfo Árbitro: Paulo Duarte (POR) |
| Tries: D. Sancery 1'c L. Duque 7'c Conv.: M. Duque (1/1) 2' Reeves (1/1) 9' | Report | Tries: Fernández 5'c Urroz 11'c Conv.: Fernández (1/1) 6' Torrealba (1/1) 12' | Centro Esportivo de Villa María del Triunfo Árbitro: Paulo Duarte (POR) |

| 26 de julho de 2019 11:55 |        |        |                                                                                |
| Estados Unidos | 62–0   | Guiana | Centro Esportivo de Villa María del Triunfo Árbitro: Nehuen Jauri Rivero (ARG) |
| Tries: Melphy 0'c Noble 2'c Brown (3) 4'm, 9'm, 11'c Wheeler 5'm Tupuola 7'c Lachina 8'c Broselle (2) 10'm, 14'c Conv.: Melphy (4/6) 1', 2', 7', 8' Fuala'au (2/4) 12', 14' | Report |        | Centro Esportivo de Villa María del Triunfo Árbitro: Nehuen Jauri Rivero (ARG) |

| 27 de julho de 2019 11:50 |        |        |                                                                      |
| Brasil | 59–0   | Guiana | Centro Esportivo de Villa María del Triunfo Árbitro: Dale Hall (CAN) |
| Tries: da Silva (2) 0'm, 5'c F. Sancery 2'c Giantorno 3'm Tenório 7'c Bourda-Couhet 7'c Reeves 9'c Massari 11'c Tranquez 13'c Conv.: Duque (2/4) 2', 5' Giantorno (1/1) 7' Reeves (4/4) 7', 9', 12', 14' | Report |        | Centro Esportivo de Villa María del Triunfo Árbitro: Dale Hall (CAN) |

| 27 de julho de 2019 12:15                                     |        |                                            |                                                                               |
| Estados Unidos                                                | 20–7   | Chile                                      | Centro Esportivo de Villa María del Triunfo Árbitro: Francisco Gonzalez (URU) |
| Tries: Clark (3) 7'm, 7'm, 9'm Melphy 9'm Conv.: Melphy (0/4) | Report | Tries: Blanc 5'c Conv.: Fernández (1/1) 6' | Centro Esportivo de Villa María del Triunfo Árbitro: Francisco Gonzalez (URU) |

| 27 de julho de 2019 15:40 |        |                                            |                                                                        |
| Chile | 87–7   | Guiana                                     | Centro Esportivo de Villa María del Triunfo Árbitro: Cisco Lopez (USA) |
| Tries: Urroz 0'c Brangier (3) 1'c, 11'c, 12'c Silva (4) 2'c, 6'c, 7'm, 7'c Fe. Neira 5'c Fernández 8'c Blanc (2) 9'c, 13'm Tredinick 10'c Conv.: Urroz (4/5) 0', 1', 6', 8' Fernández (7/8) 3', 5', 9', 9', 11', 11', 12' | Report | Tries: Angus 14'c Conv.: Broomes (1/1) 14' | Centro Esportivo de Villa María del Triunfo Árbitro: Cisco Lopez (USA) |

| 27 de julho de 2019 16:05                         |        |                                                                           |                                                                                |
| Estados Unidos                                    | 10–12  | Brasil                                                                    | Centro Esportivo de Villa María del Triunfo Árbitro: Nehuen Jauri Rivero (ARG) |
| Tries: Fuala'au 3'm Clark 6'm Conv.: Melphy (0/2) | Report | Tries: da Silva 1'm Giantorno 11'c Conv.: Reeves (1/1) 12' M. Duque (0/1) | Centro Esportivo de Villa María del Triunfo Árbitro: Nehuen Jauri Rivero (ARG) |

Grupo B
| Pos | Equipe    | Pts | J | V | E | D | PP | PC | SP  | Classificado |
| --- | --------- | --- | - | - | - | - | -- | -- | --- | ------------ |
| 1   | Argentina | 9   | 3 | 3 | 0 | 0 | 96 | 7  | +89 | Semifinais   |
| 2   | Canadá    | 7   | 3 | 2 | 0 | 1 | 69 | 12 | +57 | Semifinais   |
| 3   | Jamaica   | 5   | 3 | 1 | 0 | 2 | 14 | 93 | −79 | 5º-8º lugar  |
| 4   | Uruguai   | 3   | 3 | 0 | 0 | 3 | 10 | 77 | −67 | 5º-8º lugar  |

| 26 de julho de 2019 12:20                                                                         |        |         |                                                                        |
| Canadá                                                                                            | 31–0   | Uruguai | Centro Esportivo de Villa María del Triunfo Árbitro: Cisco Lopez (USA) |
| Tries: Hirayama (2) 1'm, 3'm Cejvanovic (2) 5'c, 8'c Morra 10'c Conv.: Hirayama (3/5) 6', 9', 10' | Report |         | Centro Esportivo de Villa María del Triunfo Árbitro: Cisco Lopez (USA) |

| 26 de julho de 2019 12:45 |           |         |                                                                                   |
| Argentina | 52–0      | Jamaica | Centro Esportivo de Villa María del Triunfo Árbitro: Francisco Gonzalez (Uruguay) |
| Tries: Schulz 1'c Luna (2) 3'm, 4' Del Mestre 6'c Osadczuk 7'm Ulloa (2) 8'c, 11'c Vanni 14'c Conv.: Mare (3/4) 1', 5', 7' Ulloa (3/4) 9', 11', 14' | Relatório |         | Centro Esportivo de Villa María del Triunfo Árbitro: Francisco Gonzalez (Uruguay) |

| 27 de julho de 2019 12:40                                                                        |           |         |                                                                        |
| Canadá                                                                                           | 31–0      | Jamaica | Centro Esportivo de Villa María del Triunfo Árbitro: Cisco Lopez (USA) |
| Tries: Morra 0'c Coats 3'm Duke 5'c Zaruba (2) 8'c, 11'm Conv.: Coats (3/4) 1', 5', 8' Kay (0/1) | Relatório |         | Centro Esportivo de Villa María del Triunfo Árbitro: Cisco Lopez (USA) |

| 27 de julho de 2019 13:05 |        |         |                                                                         |
| Argentina | 32–0   | Uruguai | Centro Esportivo de Villa María del Triunfo Árbitro: Paulo Duarte (POR) |
| Tries: Álvarez 1'c Del Mestre 5'm Gonzalez 6'm Mare 10'm Bazan Velez 12'm Sábato 13'm Conv.: Mare (1/3) 1' Ulloa (0/2) Revol (0/1) | Report |         | Centro Esportivo de Villa María del Triunfo Árbitro: Paulo Duarte (POR) |

| 27 de julho de 2019 16:30                                               |        |                                                                |                                                                      |
| Uruguai                                                                 | 10–14  | Jamaica                                                        | Centro Esportivo de Villa María del Triunfo Árbitro: Dale Hall (CAN) |
| Tries: Passadore 7'm McCubbin 12'm Conv.: Pastore (0/1) Brazionis (0/1) | Report | Tries: Caton-Brown 1'c Osborne 3'c Conv.: Adamson (2/2) 2', 3' | Centro Esportivo de Villa María del Triunfo Árbitro: Dale Hall (CAN) |

| 27 de julho de 2019 16:55                                   |        |                                            |                                                                         |
| Argentina                                                   | 12–7   | Canadá                                     | Centro Esportivo de Villa María del Triunfo Árbitro: Pualo Duarte (POR) |
| Tries: Gonzalez 10'c Bazan Velez 12'm Conv.: Mare (1/2) 10' | Report | Tries: Zaruba 7'c Conv.: Hirayama (1/1) 7' | Centro Esportivo de Villa María del Triunfo Árbitro: Pualo Duarte (POR) |

## Fase final

### Classificatória 5.º-8.° lugar
| 28 de julho de 2019 10:00                                                             |        |                                          |                                                                                |
| Chile                                                                                 | 24–5   | Uruguai                                  | Centro Esportivo de Villa María del Triunfo Árbitro: Neheun Jauri Rivero (ARG) |
| Tries: Fe. Neira 0'm Blanc (2) 5'c, 14'c Fernández 7'm Conv.: Fernández (2/4) 6', 14' | Report | Tries: Ardao 11'm Conv.: Brazionis (0/1) | Centro Esportivo de Villa María del Triunfo Árbitro: Neheun Jauri Rivero (ARG) |

| 28 de julho de 2019 10:25                                                                            |        |                                                                         |                                                                        |
| Jamaica                                                                                              | 33–19  | Guiana                                                                  | Centro Esportivo de Villa María del Triunfo Árbitro: Cisco Lopez (USA) |
| Tries: Caton-Brown 2'c Caven 3'c Facey (2) 4'c, 8'c Osborne 10'm Conv.: Adamson (4/5) 2', 3', 4', 8' | Report | Tries: King (2) 11'c, 14'c Schroeder 12'm Conv.: Broomes (2/3) 11', 14' | Centro Esportivo de Villa María del Triunfo Árbitro: Cisco Lopez (USA) |

### Semifinais
| 28 de julho de 2019 11:40                 |        | |                                                                         |
| Brasil                                    | 5–35   | Canadá                                                                                                   | Centro Esportivo de Villa María del Triunfo Árbitro: Paulo Duarte (POR) |
| Tries: Tranquez 2'm Conv.: M. Duque (0/1) | Report | Tries: Berna (2) 1'c, 4'c Cejvanovic 6'c Zaruba 8'c Jones 13'c Conv.: Hirayama (5/5) 2', 4', 6', 8', 13' | Centro Esportivo de Villa María del Triunfo Árbitro: Paulo Duarte (POR) |

| 28 de julho de 2019 12:05                                                                                   |        |                                         |                                                                               |
| Argentina                                                                                                   | 31–7   | Estados Unidos                          | Centro Esportivo de Villa María del Triunfo Árbitro: Francisco Gonzalez (URU) |
| Tries: Luna (2) 2'c, 3'c Osadczuk 6'c Álvarez 9'm Vanni 14'm Conv.: Mare (3/4) 2', 4', 7' Bazan Velez (0/1) | Report | Tries: Clark 0'c Conv.: Melphy (1/1) 0' | Centro Esportivo de Villa María del Triunfo Árbitro: Francisco Gonzalez (URU) |

### Disputa pelo sétimo lugar
| 28 de julho de 2019 13:50                                                                           |      |        |                                                                        |
| Uruguai                                                                                             | 24–0 | Guiana | Centro Esportivo de Villa María del Triunfo Árbitro: Cisco Lopez (USA) |
| Tries: Plottier 2'c Ubilla 7'c Brazionis 9'm Viñals 12'm Conv.: Ubilla (2/3) 3', 7' Brazionis (0/1) |      |        | Centro Esportivo de Villa María del Triunfo Árbitro: Cisco Lopez (USA) |

### Disputa pelo quinto lugar
| 28 de julho de 2019 14:15 |        |                                                     |                                                                               |
| Chile | 50–12  | Jamaica                                             | Centro Esportivo de Villa María del Triunfo Árbitro: Francisco Gonzalez (URU) |
| Tries: Brangier 2'c Sigren 4'm Blanc 5'm Silva (2) 7'c, 14'c Penalty try 7' Tredinick 9'm Fe. Neira 10'c Conv.: Fernández (2/5) 3', 7' Tredinick (2/2) 11', 14' | Report | Tries: Dixon 6'c Smith 12'm Conv.: Adamson (1/2) 6' | Centro Esportivo de Villa María del Triunfo Árbitro: Francisco Gonzalez (URU) |

### Disputa pela medalha de bronze
| 28 de julho de 2019 15:05                                                                               |                | |                                                                      |
| Brasil                                                                                                  | 19–24 (a.t.e.) | Estados Unidos                                                                                     | Centro Esportivo de Villa María del Triunfo Árbitro: Dale Hall (CAN) |
| Tries: Tranquez 5'c F. Sancery 7'c L. Duque 8'm Conv.: M. Duque (1/1) 6' L. Duque (1/1) 7' Reeves (0/1) | Report         | Tries: Wheeler (2) 3'c, 10'c Clark 12'm Tupuola 19' Conv.: Melphy (2/3) 4', 11' Drop: Melphy (0/1) | Centro Esportivo de Villa María del Triunfo Árbitro: Dale Hall (CAN) |

### Disputa pela medalha de ouro
| 28 de julho de 2019 16:00                        |        | |                                                                         |
| Canadá                                           | 10–33  | Argentina                                                                                              | Centro Esportivo de Villa María del Triunfo Árbitro: Paulo Duarte (POR) |
| Tries: Morra 0'm Duke 14'm Conv.: Hirayama (0/2) | Report | Tries: Gonzalez (2) 2'c, 4'c Schulz 5'c Sábato 10'c Bazan Velez 12'm Conv.: Mare (4/5) 2', 4', 6', 11' | Centro Esportivo de Villa María del Triunfo Árbitro: Paulo Duarte (POR) |

## Classificação geral
| Pos               | Equipes        | Pts | J | V | E | D | PF  | PC  | SG   |
| ----------------- | -------------- | --- | - | - | - | - | --- | --- | ---- |
| Medalha de ouro   | Argentina      | 15  | 5 | 5 | 0 | 0 | 160 | 24  | +136 |
| Medalha de prata  | Canadá         | 11  | 5 | 3 | 0 | 2 | 114 | 50  | +64  |
| Medalha de bronze | Estados Unidos | 11  | 5 | 3 | 0 | 2 | 123 | 71  | +52  |
| 4                 | Brasil         | 10  | 5 | 2 | 1 | 2 | 111 | 83  | +28  |
| 5                 | Chile          | 12  | 5 | 3 | 1 | 1 | 182 | 58  | +124 |
| 6                 | Jamaica        | 9   | 5 | 2 | 0 | 3 | 59  | 162 | -103 |
| 7                 | Uruguai        | 7   | 5 | 1 | 0 | 4 | 39  | 101 | -62  |
| 8                 | Guiana         | 5   | 5 | 0 | 0 | 5 | 26  | 265 | -239 |